# 5. Stoßarmee
Die 5. Stoßarmee (russisch 5-я ударная армия) war die letzte der fünf während des Zweiten Weltkrieges durch die Rote Armee aufgestellten Stoßarmeen und wurde im Dezember 1942, ein Jahr nach den anderen vier, während der Schlacht von Stalingrad gebildet. Sie nahm unter anderem an dieser Schlacht, den Operationen in der Ukraine 1943 und 1944, der Operation Jassy-Kischinew und gegen Kriegsende an der Weichsel-Oder-Operation und der Schlacht um Berlin teil. Nach dem Kriegsende war sie bis 1946 in Deutschland stationiert und hatte ihr Hauptquartier in Potsdam.

## Geschichte

### Aufstellung
Die 5. Stoßarmee ging am 9. Dezember 1942 auf Befehl der Stawka vom Vortag aus der 10. Reservearmee hervor, die eine der zehn im Laufe des Jahres 1942 gebildeten Reservearmeen des Oberkommandos war, und wurde der Stalingrader Front (2. Formation) unterstellt. 
Armeegliederung Dezember 1942
- 258. Schützendivision, Oberst Iwan Jakowlewitsch Fursin
- 300. Schützendivision, Oberst Iwan Michailowitsch Afonin
- 315. Schützendivision, Generalmajor Michail Semjonowitschh Knjaszew
- 4. Garde-Schützen-Division, Generalmajor Georgi Pawlowitsch Lilenkow
- 4. mechanisiertes Korps, (ab 18. Dezember 3. Garde-mech. Korps) Generalmajor Wassili Timofejewitsch Wolski
- 7. Panzerkorps (ab 29. Dezember 3. Gd. Pz.Korps), Generalmajor Pawel Alexejewitsch Rotmistrow
- 3. Garde-Kavalleriekorps (5. Garde-, 6. und 32. Kavallerie-Division), Generalmajor Issa Alexandrowitsch Plijew
- Reserve: 87. Garde Schützendivision, Oberst Alexander Ignatjewitsch Kasartzew

Die 5. Stoßarmee nahm im Dezember 1942 an der Abwehr des deutschen Unternehmens Wintergewitter zum Entsatz der in Stalingrad eingeschlossenen Truppen der 6. Armee teil. Am 26. Dezember kam sie in den Bestand der Südwestfront.

### 1943
Nach der Umbenennung der Stalingrader Front zum Jahreswechsel 1942/43 ging sie in den Bestand der Südfront über und nahm am Vorstoß auf Rostow am Don teil, der das Ziel hatte, der deutschen Kräftegruppierung im Kaukasus (Heeresgruppe A) den Rückzugsweg abzuschneiden. Dieses Vorhaben schlug fehl, Rostow konnte erst am 14. Februar durch die 28. Armee zurückerobert werden, als sich die Heeresgruppe A bereits größtenteils hinter den Don zurückgezogen hatte.
Von Mitte Juli bis Anfang August bildete die 5. Stoßarmee eine der Hauptangriffsarmeen der Südfront bei der Donez-Mius-Offensive. Die Ziele der Operation wurden verfehlt und die zwischenzeitlichen Geländegewinne gingen nach einem deutschen Gegenangriff wieder verloren.
Armeegliederung September 1943
- 3. Garde-Schützenkorps (50. und 54. Garde-Schützendivision)
- 31. Garde-Schützenkorps (4., 34., 40. und 96. Garde-Schützendivision)
- 9. Schützenkorps (230., 301. und 320. Schützendivision)
- 55. Schützenkorps (87. und 126. Schützendivision)
- 99., 127., 271. und 387. Schützendivision

Erfolgreicher war der zweite Versuch, das Donezbecken wieder in Besitz zu bringen, die sogenannte Donezbecken-Operation von Mitte August bis Ende September. Dabei gelang der 5. Stoßarmee am 8. September die Einnahme von Stalino (heute Donezk) zusammen mit der 2. Gardearmee. Im direkten Anschluss setzte die Armee in der Melitopoler Operation ihren Vormarsch fort, die Stadt Melitopol fiel am 23. Oktober an die Truppen der 4. Ukrainischen Front, wie die vormalige Südfront ab 20. Oktober hieß.

### 1944
Im Winter 1943/44 tobten Kämpfe um den deutschen Brückenkopf südlich von Nikopol, das am 8. Februar eingenommen wurde. In der Dnepr-Karpaten-Operation im Frühjahr 1944 wurde fast die gesamte westliche Ukraine befreit, die 5. Stoßarmee nahm dabei Anfang April an den Operationen gegen Odessa teil. Ende Februar war sie in den Bestand der 3. Ukrainischen Front übergegangen.
Im August 1944 nahm die 5. Stoßarmee an der Operation Jassy-Kischinew teil und war an der Schließung des Kessels von Chișinău beteiligt, in dem ein Großteil der deutschen 6. Armee vernichtet wurde. Anschließend wurde die Armee der Stawka-Reserve zugeteilt und Ende Oktober der 1. Weißrussischen Front unterstellt, die zu dieser Zeit vor Warschau lag.

### 1945
Armeegliederung im Januar 1945
- 9. Schützenkorps, Generalleutnant Iwan Pawlowitsch Rosly (230., 248. und 301. Schützendivision)
- 26. Garde-Schützenkorps, Generalmajor Pawel Andrejewitsch Firsow (89. und 94. Garde- sowie 266. Schützendivision)
- 32. Schützenkorps, Generalleutnant Dmitri Sergejewitsch Scherebin (60. Garde-, 295. und 416. Schützendivision)

Ab Mitte Januar 1945 nahm die Armee an der Weichsel-Oder-Operation teil und erreichte Ende des Monats die Oder bei Küstrin, wo sie einen Brückenkopf über den Fluss schlug. Der Kampf um Küstrin, an dem auch die 8. Gardearmee Wassili Tschuikows beteiligt war, dauerte bis Anfang April. Aus dem erfolgreich gesicherten Brückenkopf von Küstrin erfolgte am 16. April der Angriff der 1. Weißrussischen Front auf die deutschen Stellungen auf den Seelower Höhen (→ Schlacht um die Seelower Höhen), der zusammen mit den Operationen der 1. Ukrainischen Front zur Einkesselung von Berlin führte.
Die 5. Stoßarmee erreichte am 21. April Altlandsberg und setzte dann zum Angriff auf die Reichshauptstadt selbst an. Dazu griff sie am 23. April mit der 1. Gardepanzerarmee Berlin von Südosten her an. Am folgenden Morgen erreichte eines ihrer Korps die Spree und die Berliner Ringbahn beim Treptower Park, traf dann aber auf stärkeren Widerstand in Friedrichshain. Danach stieß sie entlang der Frankfurter Allee auf Berlin-Mitte vor. Die Ehre des Sturms auf den Reichstag fiel aber an die 3. Stoßarmee, unterstützt von der 8. Gardearmee. Dafür wurde der Armeebefehlshaber, Nikolai Erastowitsch Bersarin, zum ersten sowjetischen Stadtkommandanten von Berlin ernannt. In seinem Hauptquartier in Berlin-Karlshorst wurde in der Nacht vom 8. zum 9. Mai die bedingungslose Kapitulation der Wehrmacht zum zweiten Mal (nach der Kapitulation von Reims vom 7. Mai gegenüber dem SHAEF im Beisein eines sowjetischen Vertreters) unterzeichnet.

### Nachkriegszeit
Nach dem Kriegsende gehörte die 5. Stoßarmee bis 1946 zur Gruppe der Sowjetischen Besatzungstruppen in Deutschland. Eine der Divisionen der Armee nahm an der Berliner Siegesparade der Alliierten am 7. September 1945 teil. Im Dezember 1946 wurde die Armee aufgelöst.

## Befehlshaber
- Markian Michailowitsch Popow – Dezember 1942
- Wjatscheslaw Dmitrijewitsch Zwetajew – Dezember 1942 bis Mai 1944
- Nikolai Erastowitsch Bersarin – Mai 1944 bis Juni 1945
- Alexander Wassiljewitsch Gorbatow – Juni 1945 bis Dezember 1946